# Adi Parashakti
Adi Parashakti (ili Adishakti) vrhovna je božica u šaktizmu (sekta hinduizma). Popularno je zovu Parama Shakti, Maha Shakti, Mahadevi, Parvati ili čak jednostavno Shakti (Parama znači „potpuna”). Prema tekstu Devi-Bhagavata Purana, Adi Parashakti je stvoriteljica, čuvarica i uništavateljica cijelog svemira. U šaktizmu, ona se pojavljuje kao čista, božanska i vječna svijest, božanska ženska energija, koja se pojavljuje kao Prakṛti (Priroda).
Prema vjerovanju hinduista koji posebno štuju božice, Adi Parashakti se objavila trojici vrhovnih bogova (Trimurti):
„Ja sam Adi Parashakti, božica Bhuvaneshvari. Ja sam vlasnica ovog svemira. Ja sam apsolutna stvarnost. Dinamična sam u ženskom obliku, a statična u muškom. Pojavili ste se kako bi vladali svemirom kroz moju energiju.”
Parashakti je povezana s planetima u hinduističkoj astrologiji jer ona upravlja njihovim kretanjem te s deset božica zvanih Mahavidya, koje su izvor deset inkarnacija Višnua. Šaktisti vjeruju da svaka osoba štuje Parashakti na sebi svojstven način — kada netko koristi svoju energiju na pozitivan način, tada je on štuje.

## U popularnoj kulturi
U indijskoj TV-seriji Mala nevjesta, mnogi likovi posebno štuju Veliku Božicu, to jest Shakti, koja se pojavljuje kao Adi Parashakti.